# Winser Madonna

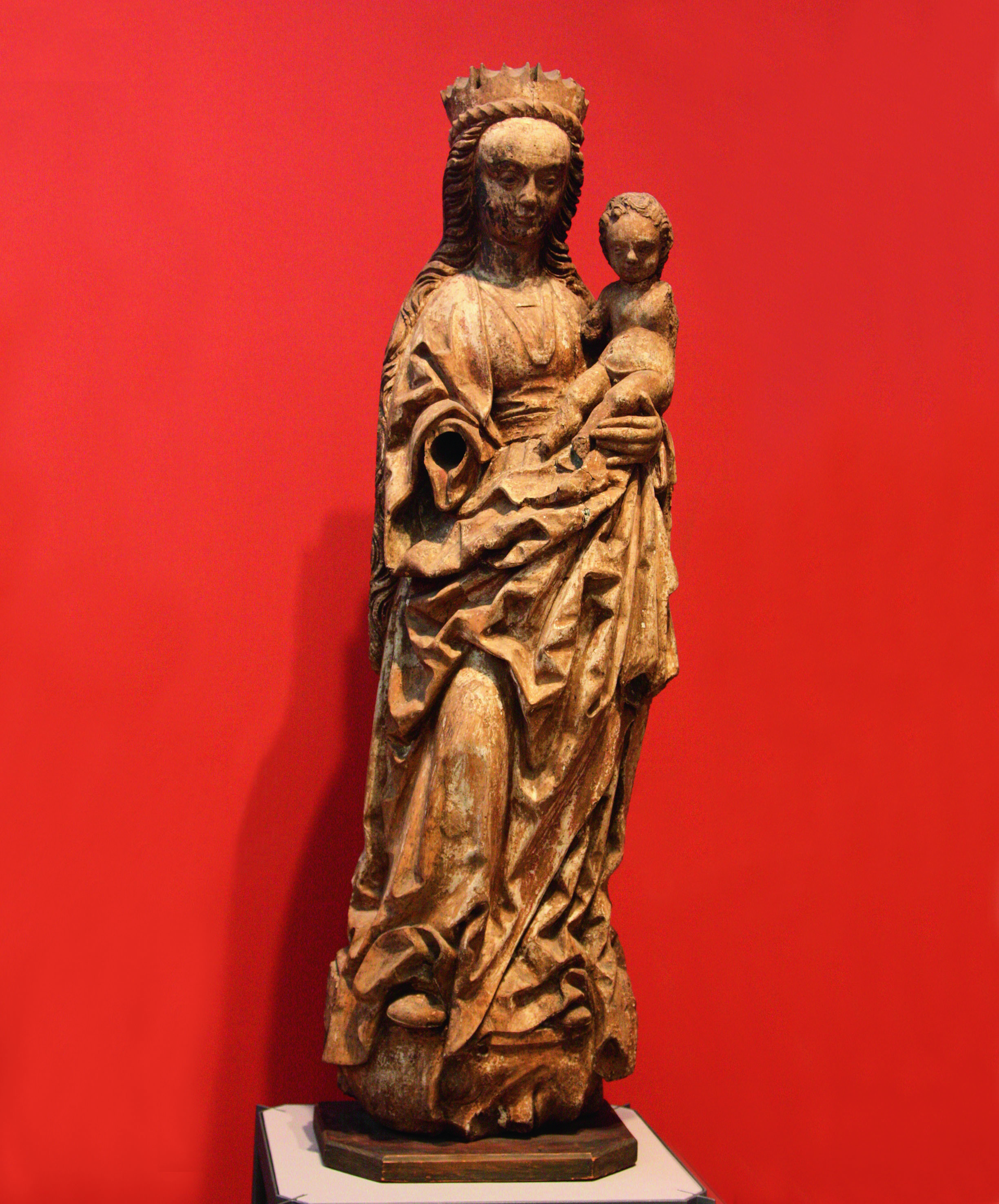
Winser Madonna

Die Winser Madonna ist eine gotische Mondsichelmadonna aus Lindenholz aus der Zeit um 1490. Sie stand bis zum 17. Jahrhundert in der Marienkapelle in Winsen (Aller), die sich im Turm der Kirche St. Johannes der Täufer befand. Heute befindet sie sich im Besitz der Sammlung Würth und ist in der Dauerausstellung in der Johanniterkirche in Schwäbisch Hall zu sehen.

## Beschreibung
Die Figur ist 127 cm hoch, 41 cm breit und 27 cm tief. Sie wiegt etwa 40 kg. Im 19. Jahrhundert wurde sie mit Farbe übermalt. Unter dem hellbraunen Anstrich konnten im Niedersächsischen Landesamt für Denkmalpflege in Hannover Farbreste einer früheren Fassung ermittelt werden. Die Haare sind in rötlichem Braun gehalten. Das Gesicht hat rotes Wangenrot, einen roten Lidstrich, blaue Iris und schwarze Pupillen. Die Mantelinnenseiten sind blau und die Außenseite sowie das Kordelband der Krone in Gold gehalten. An der Winser Madonna fehlen der rechte Arm der Madonna sowie beide Arme und Füße des Kindes, die Zacken der Krone und die Mondsichelhörner. Wahrscheinlich hat ein Befall durch holzzerstörende Insekten zu diesem Verlust geführt.

„Die Winser Madonna trägt weiche, menschliche Züge. Sie ist nicht die Himmelskönigin, die in den Wolken über der Erde oder Welt herrscht, sondern als zugewandte Mutter Jesu mit Blick nach unten zur Erde hin dargestellt. Maria wird als sehr junge Madonna mit in schweren Falten fallendem Gewand gezeigt. Sie steht auf einer Halbsichel des Mondes, die in Norddeutschland als Standfläche bevorzugt wurde. Diese Standfläche wird in der Kunstgeschichte als Hinweis auf die Vergänglichkeit oder die Erde interpretiert.“

## Geschichte
Die Madonna wurde um 1490 von einem Osnabrücker Meister geschaffen und hat noch in der Reformationszeit in der Winser Kirche gestanden. Danach verlieren sich die Spuren. Sie könnte beim Umbau der Kirche 1597 oder während des Dreißigjährigen Krieges  aus der Kirche entfernt worden sein. Manche vermuten, dass sie irgendwo in Winsen aufbewahrt wurde. 1861 kam sie in die Sammlung für das Welfenmuseum – dort taucht sie in einem Inventarverzeichnis 1863 auf. 1943 gelangte sie zur Sicherstellung während des Zweiten Weltkriegs zunächst auf die Blankenburg und dann auf die Marienburg. Durch einen Zufall wurde sie 1969 von der Kirchengemeinde Winsen im Besitz des Welfenhauses entdeckt. 2005 ersteigerte der Sammler Reinhold Würth die Winser Madonna auf einer Auktion in London.

## Zeittafel
- um 1490 Entstehung der Skulptur
- Erwähnung der Skulptur in einem „Vermächtnis von Ilse, der Witwe des Otto von Dageförde“
- Im Dreißigjährigen Krieg wurden Gewölbe und Priechen mit Bildern reich ausgestattet, vor denen die kaiserlichen Soldaten gekniet und andächtig gebetet haben sollen.
- Am 18. Juni 1861, den Gedenktag der Schlacht bei Waterloo, rief König Georg V. (Hannover) dazu auf, Altertümer zur Ausstellung im dann 1862 gegründeten „königlichen Welfenmuseum“ abzugeben.
- 1863 steht die Madonna im handschriftlich erhaltenen Inventarverzeichnis des Welfenmuseums, des späteren Provinzial- und ab 1933 Landesmuseums in Hannover
- Nach Sicherung vor Kriegseinwirkungen auf der Marienburg erwarb 1955 das Land Niedersachsen das Inventar des Welfenmuseums.
- 2005 wurde die Madonna für die Sammlung Würth ersteigert. Durch Vermittlung des niedersächsischen Ministeriums für Wissenschaft und Kultur kam es zu einem Kontakt mit Reinhold Würth, der einwilligte, die Skulptur der Winsener Kirchengemeinde St. Johannes der Täufer zur Verfügung zu stellen.
- Von 2006 bis 2014 war die Winser Madonna als Leihgabe in der Kirchengemeinde St. Johannes der Täufer in Winsen an der Aller zu sehen.[5]

- Seit 2015 befindet sich die Skulptur in der Dauerausstellung in der Johanniterkirche im baden-württembergischen Schwäbisch Hall.[6]